# Forêts de feuillus d'Europe occidentale
Localisation
Les forêts de feuillus d'Europe occidentale forment une écorégion terrestre définie par le Fonds mondial pour la nature (WWF), qui occupe le centre de l'Europe occidentale au Nord des Alpes, entre Toulouse, Hanovre et Dresde. Elle appartient au biome des forêts de feuillus et forêts mixtes tempérées dans l'écozone paléarctique.
L'écorégion regroupe principalement les hêtraies du massif central, du Jura, du Plateau central allemand, du Plateau bavarois, massif de Bohême et du plateau suisse.